# Philadelphia Freedom
Philadelphia Freedom è un singolo dell'artista britannico Elton John, distribuito nel 1975. Il testo è di Bernie Taupin.

## Il brano
Il pezzo è un tributo alla tennista Billie Jean King, grande amica di Elton; infatti prende il nome dalla squadra dei Philadelphia Freedoms, ed è l'unica incursione di Elton John nel "Philly sound", un genere sviluppatosi verso la metà degli anni 70 dalla fusione di soul, funky, gospel e caratterizzato da ampie armonie degli archi. Tuttavia, il tratto predominante di Philadelphia Freedom è il tiro rock tipico di Elton. Curiosa la terza strofa, dopo il ritornello, la cui linea melodica differisce dalle precedenti ed è contrappuntata dai falsetti di Elton.
La canzone mette in evidenza gli arrangiamenti orchestrali di Gene Page, all'epoca appunto tra gli arrangiatori ufficiali del "Philly sound", e la Elton John Band al completo, formata da Dee Murray (al basso), Nigel Olsson (alla batteria), Davey Johnstone (alla chitarra) e Ray Cooper (alle percussioni). Il gruppo dà anche il nome al singolo, chiamato The Elton John Band - Philadelphia Freedom e distribuito il 24 febbraio 1975; esso arrivò al primo posto per due settimane nella classifica statunitense Billboard Hot 100 ed in Canada ed al secondo in Nuova Zelanda.
Il lato B era la storica cover eltoniana di I Saw Her Standing There, effettuata con John Lennon al Madison Square Garden (1974). L'ex-Beatle si era infatti unito a John per il concerto Thanksgiving Night e introdusse il brano in questa maniera: «Voglio ringraziare Elton e i ragazzi per questa serata. Abbiamo provato a pensare ad un numero col quale finire, così da potermene andare a vomitare, e abbiamo pensato di fare un numero di un mio vecchio fidanzato chiamato Paul. Questa è una canzone che non ho mai cantato, è un vecchio numero dei Beatles e stiamo per impararlo».
Philadelphia Freedom, divenuta ormai uno dei classici di Elton John, è stata inclusa in numerose compilation, nella versione rimasterizzata di Captain Fantastic and the Brown Dirt Cowboy (1995) e nella Deluxe Edition dello stesso album (2005). Ne esiste anche una cover eseguita dal duo Hall & Oates (contenuta nell'album tributo Two Rooms: Celebrating the Songs of Elton John & Bernie Taupin) ed una della MFSB (abbreviazione di Mother Father Sister Brother), gruppo di punta del Philly Sound, in versione strumentale.